# Melete salacia
Melete salacia är en fjärilsart som först beskrevs av Jean Baptiste Godart 1819.  Melete salacia ingår i släktet Melete och familjen vitfjärilar. Inga underarter finns listade i Catalogue of Life.